# Täby landskommun, Uppland
För landskommunen med detta namn i Närke, se Täby landskommun, Närke.
Täby landskommun var en kommun i Stockholms län.

## Administrativ historik
Kommunen bildades 1863 i Täby socken i Danderyds skeppslag i Uppland.
I kommunen inrättades Täby municipalsamhälle 8 april 1927.
1948 ombildades landskommunen med municipalsmhället till Täby köping. 
Hela landskommunens område ingår sedan 1971 i Täby kommun.

## Politik

### Mandatfördelning i Täby landskommun 1938-1946
| 16 |  | 8 |

| 25 |

|  | 14 |  | 4 | 5 |

| 23 |

| 4 | 13 | 2 |  | 5 | 5 |

| 27 |